# Osmar Osten

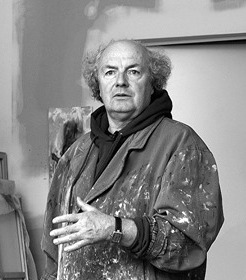
Osmar Osten 2018.

Osmar Osten (* 15. September 1959 in Karl-Marx-Stadt, DDR) ist ein deutscher bildender Künstler.

## Leben und Werk

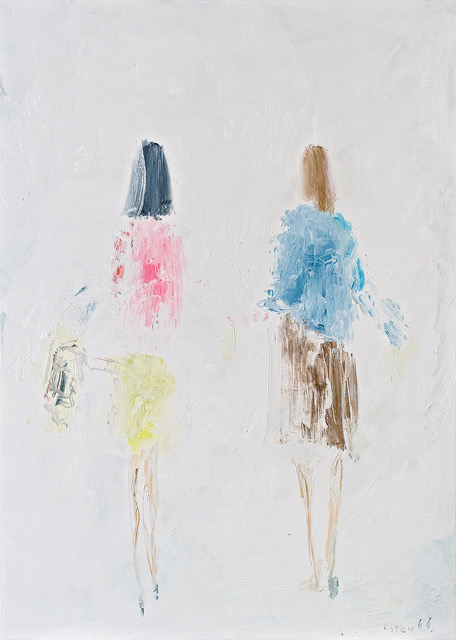
Woman from behind, Osmar Osten, Öl auf Leinwand 2008

Osmar Osten wurde in seiner Kindheit unter anderem durch die Insel-Bücher seiner Eltern geprägt, darunter dem „Totentanz“ von Cranach, Urs Graf und alten Pflanzenbildern. In Karl-Marx-Stadt kam er relativ früh in Kontakt zur Galerie Oben und zur Gruppe Clara Mosch.
Osten absolvierte nach einer Lehre zum Landschaftsgärtner ein Studium der Malerei und Grafik an der Hochschule für Bildende Künste Dresden. Seit 1985 arbeitet er als freischaffender Künstler, unter anderem in den Bereichen Malerei, Grafik und Plastik. Osten bedient sich einer Vielzahl an Materialien, unter anderem Papier, Leinwand, Holz, Glas, Bronze, Aluminium, Keramik und Porzellan.
Neben Einzel- und Gruppenausstellungen in Galerien und Museen im In- und Ausland hatte er Lehraufträge an der Fachschule für Angewandte Kunst Schneeberg (1991–1995) und am Bilbao Arte Centre (2010).
1998 wurde Osten unter den Künstlern des Dix-Preises und weiteren Künstlern der Kunstsammlung Gera von seinem späteren Freund Johannes Gachnang entdeckt und nach Mailand empfohlen, wo er von einer Mailänder Galerie vertreten wurde. Aufgrund seines langjährigen Sujets des „Schneemanns“ bekam Osmar Osten in Mailand den Spitznamen „Mr. Snowman“. Seit 2002 ist Osten ordentliches Mitglied der Sächsischen Akademie der Künste und war in dieser Funktion von Januar 2018 bis April 2019 Sekretär der „Klasse Bildende Kunst“. Osmar Osten lebt und arbeitet in Chemnitz. Er gehört laut MDR KULTUR „zu den interessantesten und originellsten deutschen Künstlern“, den 100 prominentesten Chemnitzern sowie den vier wichtigsten bildenden Künstlern der Stadt.
Er signiert seine Werke unter anderem mit O.O., z. B., Osmarosten, Mitzi Mazurka (malender Pinsel) und X.X.X.
Ostens Werk begründet die Kunstgattung der Spottkunst. „In seinen spöttischen und skurrilen Arbeiten kennt der sächsische Künstler mit nichts und niemandem Erbarmen.“ Der ironische Witz ist es, welcher sich durch sein Werk zieht. Gegenstand seiner Bilder ist die Umwelt und so kommt es, dass auch der Betrachter selbst Gegenstand des Spotts werden kann. „Seine Bilder leben von den dick und scheinbar etwas fahrig aufgetragenen, manchmal fahlen, manchmal bunten Farben und von den kurzen Kommentaren, die fast jede Leinwand oder Pappe zieren und ihnen Leben einhauchen. Osten verarbeitet in seinen Werken seine Eindrücke aus dem wirklichen Leben: von der digitalisierten Welt, die den Dingen die Seele nimmt, vom Rechtsradikalismus und Rassismus, der den Menschen Mitgefühl und Menschlichkeit nimmt, von skurrilen Begebenheiten im Kunst-, Politik- und Wirtschaftsbetrieb.“ Die Kunsthistorikerin Ingrid Mössinger über Osten: "Osmar Osten ist ein Künstler, der nicht nur „um die Ecke“ sieht, sondern auch „um die Ecke“ denkt. Seine Bilder haben einen einzigartigen Humor, ihre Motive wählt der Künstler mit dem Blick eines Kindes, interpretiert sie aber mit der Ironie eines Erwachsenen. Osmar Osten schafft seit Jahren ein bemerkenswertes und viel beachtetes Werk." In seinem jüngeren Werk befinden sich häufig Ölbilder mit Bild-Text-Kombinationen, welche als „Sprechbilder“ bezeichnet werden. Osmar Osten gilt als „würdiger Erbe der Dadaisten“. 2022 wurde Osmar Osten auf der Art Karlsruhe wegen „seiner postdadaistischen Malerei und seinen ironischen Kurztexten“ der Hans-Platschek-Preis für Kunst und Schrift verliehen.

## Galerie

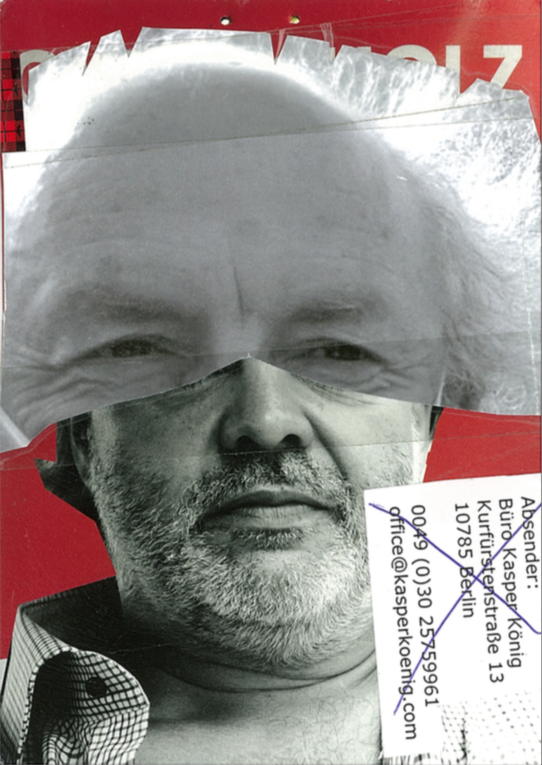
Porträt von Osmar Osten, Prof. Kasper König, 2021
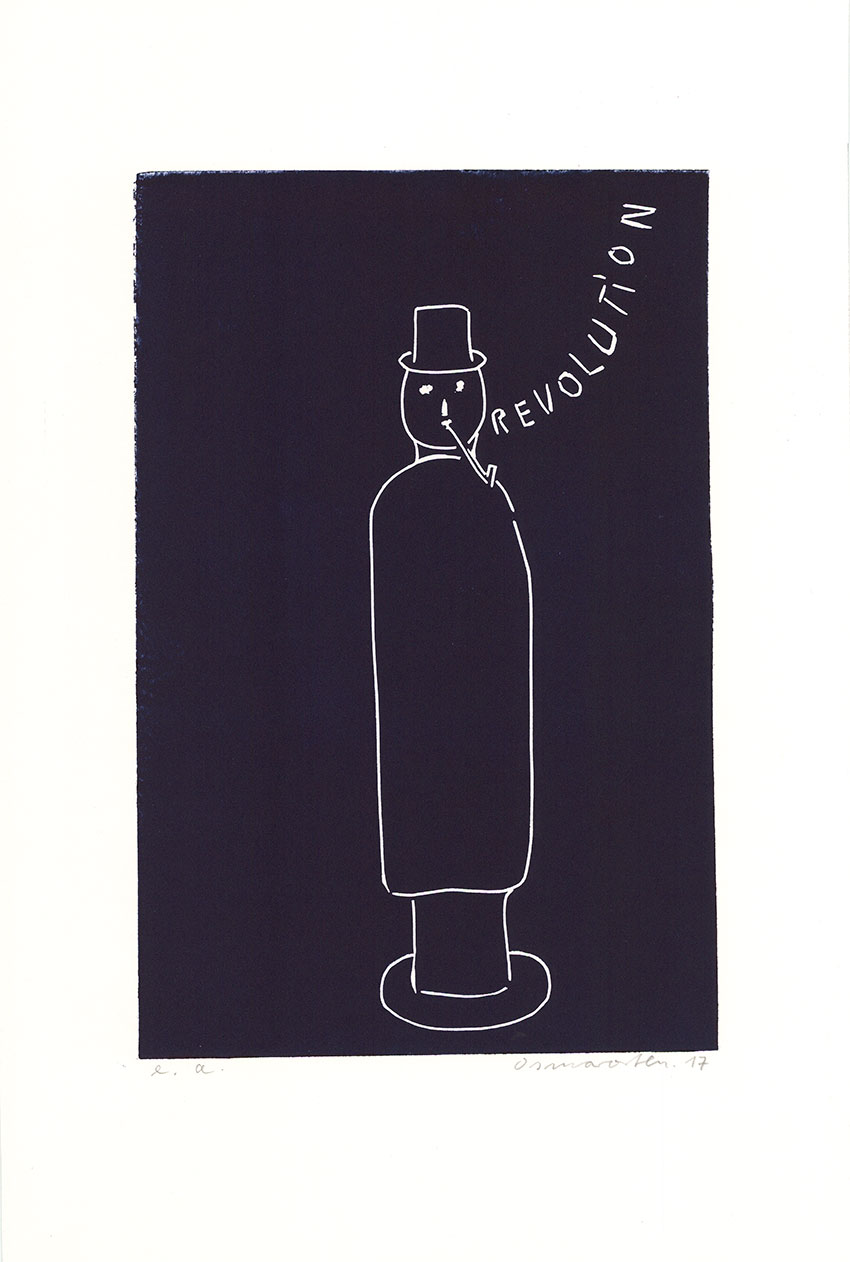
Revolution, Osmar Osten, Linolschnitt 2018
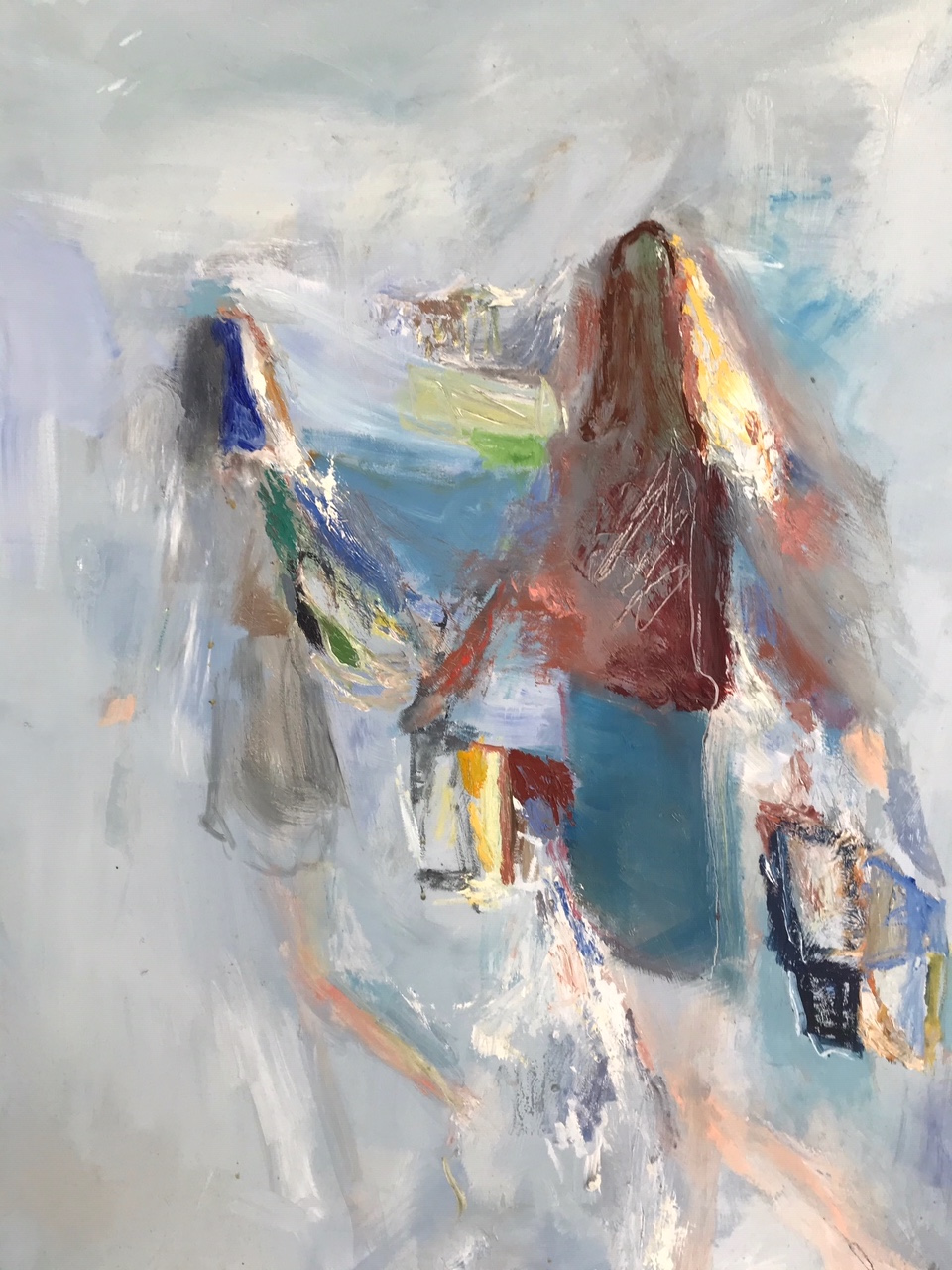
Woman from behind II, Osmar Osten, Öl auf Leinwand, 2008
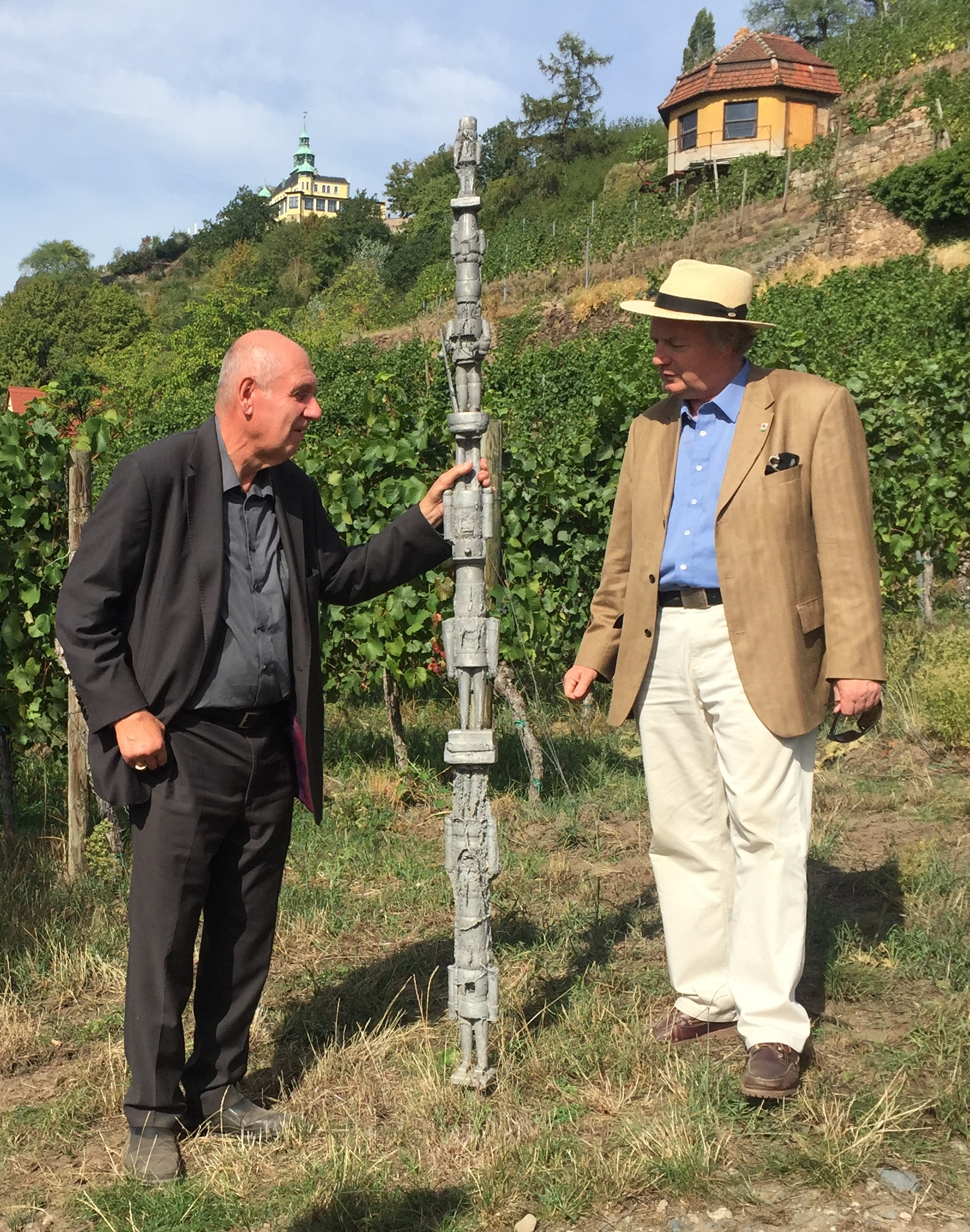
Stele „Drei Herren“, Rainer Beck mit Osmar Osten.
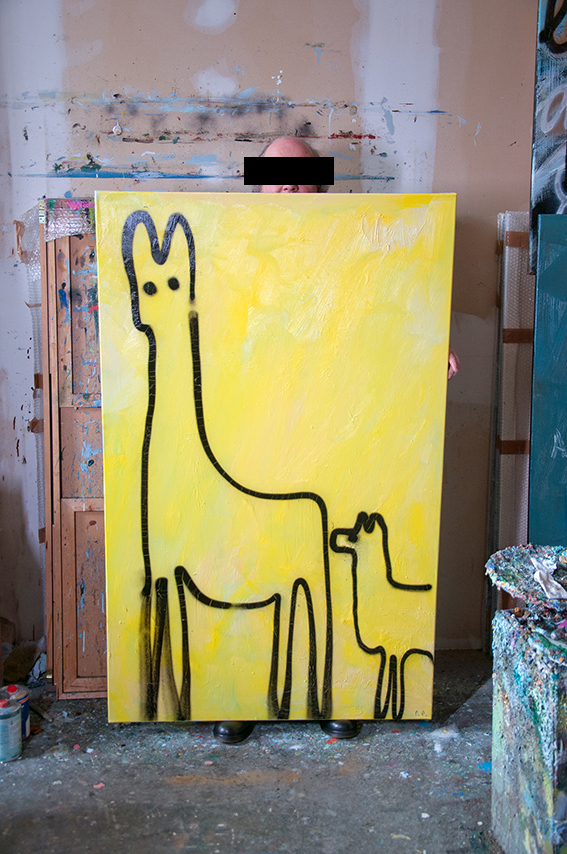
Lass die Winde wehen, Osmar Osten, Mischtechnik auf Leinwand 2019
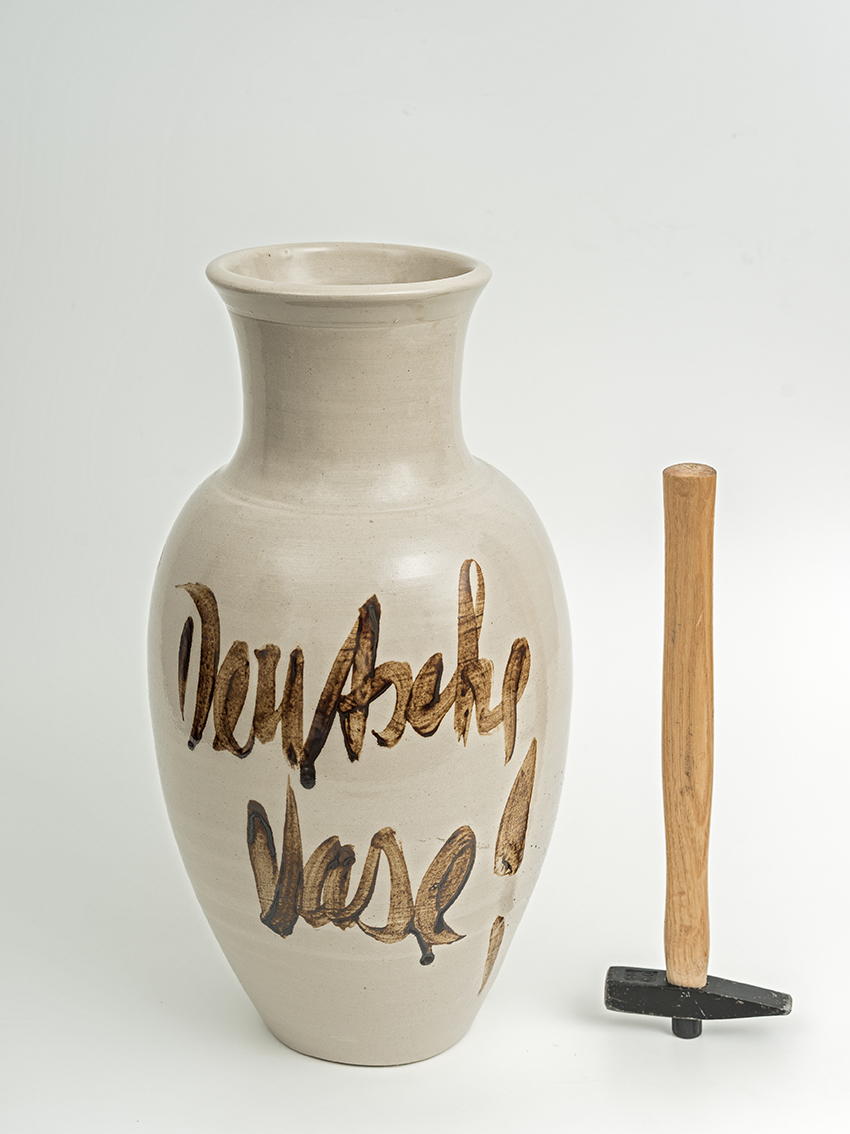
Deutsche vase — peter tauscher, waldenburger keramik 1-3 — 2017
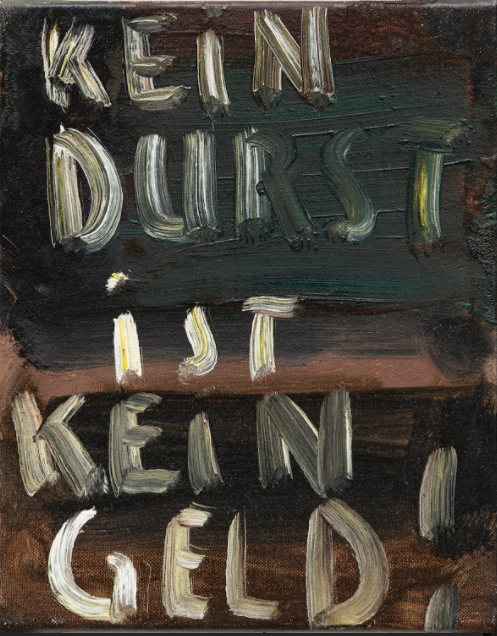
Kein Durst ist kein Geld, Osmar Osten, Oil on canvas, 2019
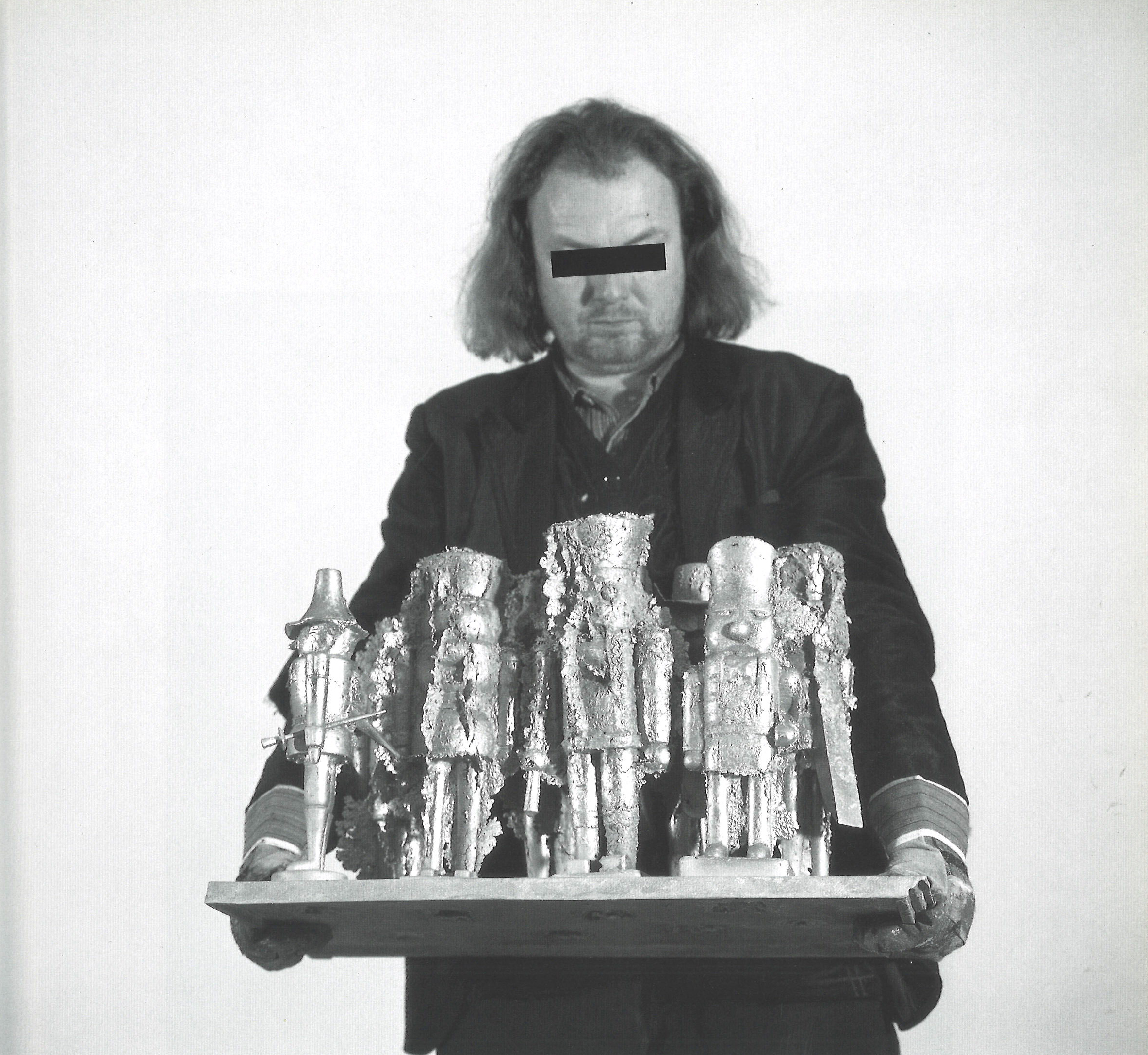
Ein Herrgöttli kommt selten allein, Osmar Osten, Aluminum, 2000
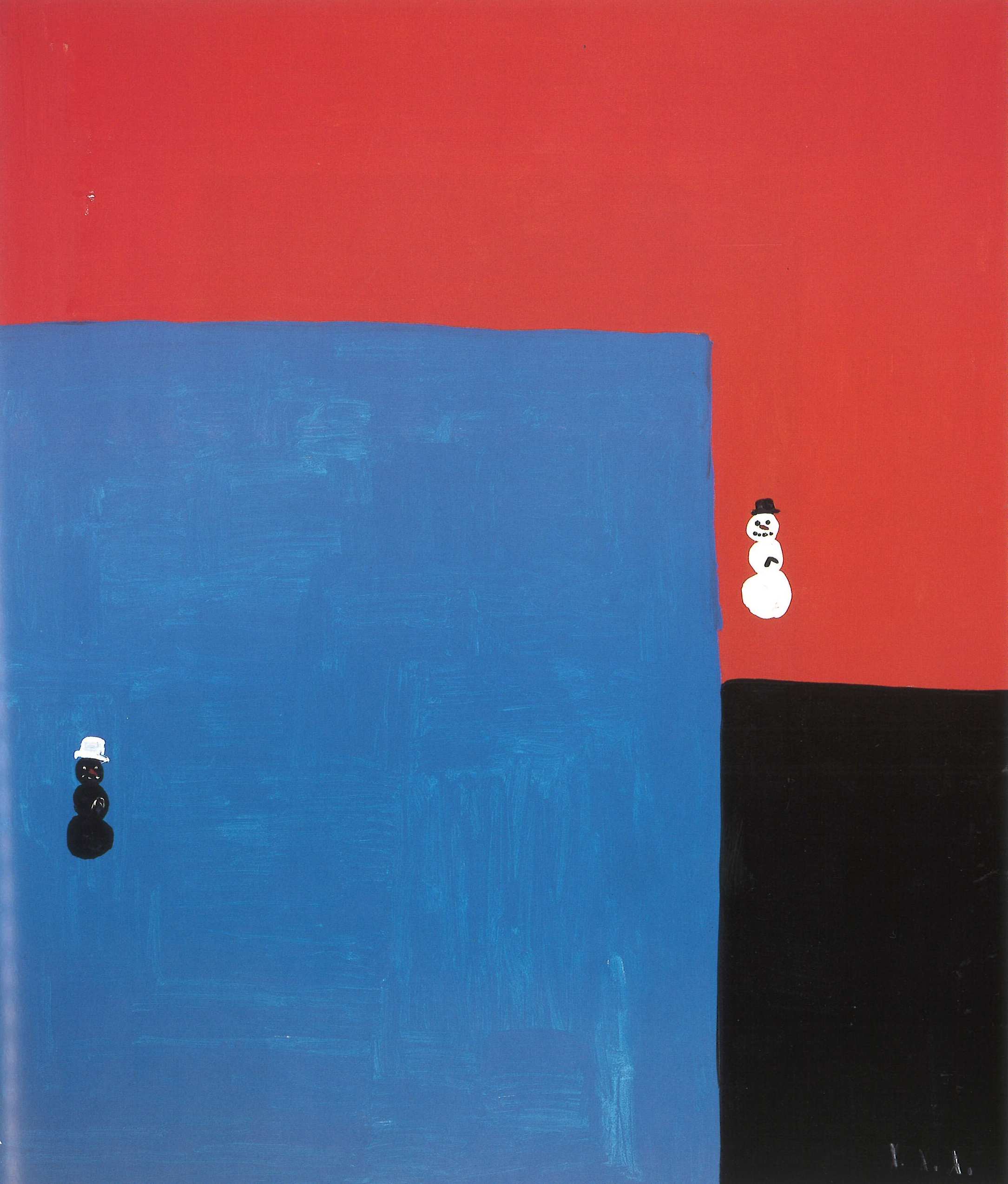
1. Die Gesundheit 2. Das Wetter 3. Die Getränke, Osmar Osten, Öl auf Leinwand, 2001

Seit 2018 wird Osten von einem Filmteam begleitet, das seine Arbeit und sein Leben porträtiert. Der Film wird im Winter 2020 unter dem Titel Warum bin ich so? veröffentlicht.

## Kulturhauptstadt 2025 - PURPLE PATH

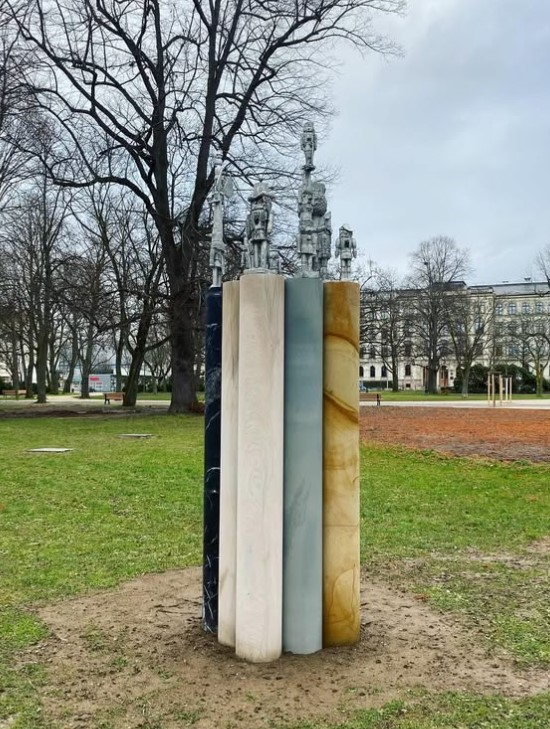
Osmar Osten, Plastik "Oben-Mit oder: Ein Denkmal für die guten Geister meiner Heimat", 3,60 m, 2024

"In Chemnitz wird der Kunst-Wanderweg "Purple Path" um das Werk eines prominenten Künstlers der Region erweitert. Die Plastik von Osmar Osten blickt mit augenzwinkernden Humor auf das Erzgebirge. Sie trägt den Titel "Oben-Mit oder: Ein Denkmal für die guten Geister meiner Heimat" und zeigt auf hohen Säulen silbern glänzende Nussknacker- und Räuchermännchenfiguren. Der "Purple Path" ist ein Beitrag zur Europäischen Kulturhauptstadt 2025."
"Schmal, elegant und hochaufragend steht Osmar Ostens in der Spitze 3,60 Meter hohe Skulptur auf dem Chemnitzer Schillerplatz. Aneinander geschmiegte, zartfarbige Säulen aus sächsischen Natursteinen wie dem roten Porphyr oder dem gelben Postaer Sandstein, spielerisch ergänzt durch eine Stele aus Marmor, bilden den Träger für ein ganzes Bündel aus silberfarbenem Aluminium gegossenen Figuren. Es stehen Darstellungen erzgebirgischer Nussknacker, Engel und Bergmänner wie auch Räuchermännchen neben- und in Teilen auch Kopf an Kopf übereinander. Die bei ihrer Herstellung bewusst belassenen groben Nähte und Gussgrate lassen die Figuren wie mythische Geister erscheinen, die sich vor den Augen der Betrachtenden ausbreiten. So sind die „guten Geister meiner Heimat“, wie Osten den Titel der Figurengruppe „Oben-Mit“ doppeldeutig erweitert, sowohl als liebevolle Hommage an das Erzgebirge wie auch als Distanzierung von touristischen und kommerziellen Vereinnahmungen lokaler Identitäten zu verstehen. Mit dem so dargestellten Aufeinanderprall inhaltlicher und bildlicher Widersprüche setzt der Künstler einen offenen Prozess der Spekulation über die Bedeutung seiner Werke in Gang."

## Auszeichnungen
- 2010 Preis der Grafikbiennale 100 Sächsische Grafiken, Neue Sächsische Galerie Chemnitz
- 2020 Preis der Grafikbiennale 100 Sächsische Grafiken, Neue Sächsische Galerie Chemnitz
- 2022 Hans-Platschek-Preis für Kunst und Schrift (Jurorin: Ulrike Lorenz), Ort der Verleihung: art Karlsruhe

## Einzelausstellungen (Auswahl)
- 1988: Hochschule für Bildende Künste Dresden, 1. Studentengalerie Brühlsche Terrasse, Dresden
- 1990: Leonhardi-Museum, Dresden
- 1991: OSCAR, Chemnitz
- 1993: Galerie Oben, Chemnitz
- 1993: Französisches Kulturzentrum, Dresden
- 1994; Galerie Gunar Barthel, Berlin
- 1995: Studioausstellung, Landesmuseum Mainz
- 1998: Kunstverein Gifhorn und Kunsthalle Gera
- 1999, 2002, 2004, 2006, 2009: Galerie Salvatore + Caroline Ala, Mailand
- 2000, 2009: Kunstsammlungen Gera
- 2000: Städtisches Museum Zwickau
- 2000: Lindenau-Museum Altenburg
- 2004: Sächsische Akademie der Künste, Dresden
- 2005: Haus der Kunst, Buchpreis
- 2010: Lindenau-Museum, Altenburg
- 2010: Städtische Kunstsammlungen Chemnitz
- 2011: Galerie Borssenanger, Hamburg
- 2012, 2014, 2016, 2018: Galerie Borssenanger, Chemnitz
- 2012: Galerie des Vogtländischen Künstlerbundes, Plauen
- 2013: Toni-Merz-Museum, Sasbach
- 2014: Kunstkeller Annaberg-Buchholz
- 2014: Kunstverein Freunde Aktueller Kunst, Zwickau
- 2015: Galerie Lurago, Chomutov
- 2016: Fraunhofer-Institut für Elektronische Nanosysteme, Chemnitz
- 2019: Kunstgalerie "FerdinArt", Chemnitz
- 2019: Hennebergisches Museum Kloster Veßra, Kunstraum Veßra
- 2020: Galerie Borssenanger, Chemnitz
- 2020: Neue Sächsische Galerie – Museum für zeitgenössische Kunst, Chemnitz
- 2021: Galerie LÄKEMÄKER, Wustrow
- 2021: Tschart Galerie, Leipzig
- 2022: Galerie Adlergasse, Dresden
- 2022: Sächsische Akademie der Künste, Dresden
- 2022: THALER Originalgrafik, Leipzig
- 2022: Galerie Borssenanger, Chemnitz
- 2022: MOUNTAINS Gallery, Berlin
- 2023 Kunstvereins der Stadt Glauchau - art gluchowe, Glauchau[16]
- 2024: „Galerie im Pferdestall“ - Kulturgut Quellenhof, Garbisdorf[17]
- 2024: Galerie Borssenanger, Chemnitz[18]
- 2024: Kunstraum Altenburg, Galerie 7, Altenburg[19]
- 2024: MOUNTAINS Gallery, Berlin[20]
- 2024: AURA Kunstraum[21], Düsseldorf[22]

## Veröffentlichungen
- Osmar Osten, Barbara Köhler: ungarisches Wasser, IG Metall, Frankfurt am Main, 2000
- Osmar Osten, Ingo Schulze: Künstler aller Länder vereinigt euch!, König Verlag, Köln 2003
- Der schiefe Turm von Bamberg : was der Maler malt, Internationales Künstlerhaus Villa Concordia, Fränkischer Tag, 2008
- Ingrid Mössinger, Brigitta Milde: Osmar Osten – Frauen. Brücken. Fenster / Women. Bridges. Windows (Übers.: Pauline Cumbers), Kerber Art, Bielefeld, Leipzig, Berlin, 2010
- Osmar Osten: Fang, auf dem Gang nach Gachnang für Allene,  Schichten+Ordnen, Leipzig 2011
- Osmar Osten: Verkaufe schöne Bilder!, Kunstkeller Annaberg e.V., Kunstkeller Annaberg e.V., 2013
- Görner Rüdiger, Osmar Osten: Die Leiden des N.: eine Naumburger Trilogie, Mironde-Verlag,  Niederfrohna, 2014
- Osmar Osten, Matthias Zwarg:  Flugblätter: Gedichte 1990–2015, mit Zeichnungen von Osmar Osten, Mironde-Verlag, 2015
- Claus-Dieter Tholen, Osmar Osten: Mr. Snowman taucht auf!, AC Galerie Claus-Dieter Tholen, 2015 – Ausstellungskatalog
- Osmar Osten, Matthias Zwarg: Hasen im Rausch, Eine Art Fabrik, Berlin, 2016
- Osmar Osten, Anke Paula Böttcher, Matthias Zwarg: Jagt in Öl, Eine Art Fabrik, Berlin, 2017 – Ausstellungskatalog
- Osmar Osten, Katja Schwalenberg, Nina Kummer: urban sozial normal,  Schichten + Orden, Leipzig, 2018